# Newberry Springs
Newberry Springs ist eine Siedlung im San Bernardino County in Südkalifornien.

## Geographie
Newberry Springs ist ein Unincorporated area 32 Kilometer östlich von Barstow (San Bernardino County, Kalifornien) und westlich der Gemeinde Bagdad (Kalifornien). Zur Siedlung, die 1911 entstanden ist, zählen ca. 300 km2 Landfläche. Sie liegt 64 km westlich der Mojave National Preserve und ca. 160 km südlich des Death-Valley-Nationalparks auf einer Höhe von ungefähr 610 Metern über dem Meeresspiegel.
Newberry Springs ist eine Oase in der die Tagestemperaturen im Sommer durchschnittlich 42 °C erreichen. Im Winter fallen die niedrigsten Temperaturen unter den Gefrierpunkt. Das Klima in der Gegend der Siedlung ist relativ mild und wird für den Anbau von Pistazien, Aprikosen und Alfalfa genutzt. Der unterirdische Mohave Aquifer erlaubt zusätzlich die Zucht von Welsen, Kois, von Geflügel und Straußen sowie von Pferden und Rindern.
Die Koordinaten von Newberry Springs sind 34°49′40″N und 116°41′15″W. Im Jahre 2000 hatte die Siedlung 2895 Einwohner.

## Geschichte
In den 1850er Jahren war Camp Cody, das ca. 20 km nördlich von Newberry Springs lag, der Endpunkt der Mojave Road, eines Teils des alten Mormon Trail nach Kalifornien. In den 1880er Jahren wurden durch die Atlantic and Pacific Railroad Wasserwagen für die einzelnen Bahnstationen und die Lokomotiven der Gesellschaft in Newberry Springs gefüllt.

## Film und Fernsehen
1987 wurde in Newberry Springs vom Regisseur Percy Adlon der Spielfilm Out of Rosenheim mit Marianne Sägebrecht in einem früheren Motel gedreht. Der englische Titel war Bagdad Cafe. Von dem Motel steht heute (2016) lediglich noch das Café. In späteren Jahren wurde der Truckstop als Drehort für weitere Filme und Fernsehaufnahmen genutzt.

## Sehenswürdigkeiten
Newberry Springs ist Sitz des koptischen Klosters Sankt Antonius. Das United States Department of the Interior unterhält durch sein Bureau of Land Management die Newberry Mountains Wilderness.
Im November findet in Newberry Springs jährlich das Newberry Springs Pistachio Festival statt. Auf einigen künstlichen Seen wird Wasserski gefahren und es werden Jetskirennen abgehalten.
In Newberry Springs befindet sich der mittlerweile geschlossene Lake Dolores Waterpark, der erste Wasserpark in den Vereinigten Staaten.